# Guy de Fontgalland
 (novembre 2018).
Guy de Fontgalland (né le 30 novembre 1913 et mort le 24 janvier 1925) est un jeune français de confession catholique, mort de diphtérie à Paris à l'âge de onze ans. 
Il a été déclaré serviteur de Dieu et célébré durant l'entre-deux-guerres. Son procès en béatification, ouvert le 15 novembre 1941.
À l’occasion du centenaire de sa mort, le 24 Janvier 2025, Georges Soleil fonde en Île-de-France la Mission Guy de Fontgalland, pour faire vivre son héritage, raviver la dévotion et soutenir officiellement sa cause.

## Biographie
Guy est le fils du comte Pierre Heurard de Fontgalland (1884-1972), avocat, et de Marie Renée Mathevon (1880-1956), fille d'un militant catholique.
Elle se destine au carmel lorsque Mgr Emmanuel Martin de Gibergues (1855-1919), évêque de Valence et ami de la famille, les présente et finalement les unit. Il baptise leur fils, sous les prénoms de Guy Pierre-Emmanuel, le 7 décembre 1913, en l'église Saint-Augustin à Paris.
Guy a les qualités et les défauts d'un enfant. Il est orgueilleux, capricieux avec sa mère et coléreux avec son frère Marc, né en 1916, mais il est également sensible et affectueux. Il est franc et loyal, avoue de lui-même ses bêtises au risque d'être puni. A sa mort, il a la réputation de n'avoir jamais dit un seul mensonge.
Spirituellement, il témoigne d'une foi inspirée de sainte Thérèse de l'Enfant-Jésus, que sa mère vénère. En janvier 1917, à Lisieux, il affirme sentir une délicieuse odeur sur la tombe de celle qui n'est pas encore béatifiée. 
Très jeune, il prend Jésus pour modèle. Il dit qu'il « cause avec lui » dans l'intimité, ou, par la suite, pendant l'Eucharistie. Il lui offre chaque jour de petits sacrifices. À cinq ans, il manifeste son désir de communier, et, l'année d'après, de devenir prêtre. Il apprend à lire et à écrire en deux mois et se fait inscrire au catéchisme.
Le 22 mai 1921, il profite des dispositions du pape Pie X en faveur de la communion précoce. Il s'en fera bientôt l'apôtre au sein de la croisade eucharistique. Après un mois de préparation, ponctué de cent dix huit sacrifices, Guy fait sa première communion en l'église Saint-Honoré d'Eylau. Il aurait eu à ce moment la révélation de sa mort prochaine, mais il gardera le secret, pour ne pas attrister ses proches.
Octobre 1921, il entre au collège Saint-Louis-de-Gonzague de Paris. Élève moyen, intelligent, curieux, Guy est étourdi et passe pour paresseux. Il se corrige et améliore son caractère. Il se signale par sa charité et sa camaraderie. Il protège les plus faibles, sans se défendre lui-même, pardonne, ne garde pas rancune, ne boude jamais et refuse de dénoncer les autres ou d'en dire du mal.
Juillet 1924, la famille est en pèlerinage à Lourdes. Guy affirme avoir eu la confirmation devant la grotte qu'il mourra bientôt, précisément un samedi, jour de la Vierge.
Dans la nuit du 7 au 8 décembre de la même année, alors qu'il a tout juste onze ans, Guy tombe malade de la diphtérie. S'ensuit une période de crises et de rémissions. Sachant qu'il va mourir en dépit de l'optimisme des médecins, il divulgue son secret à sa mère. Il meurt d'étouffement, le samedi 24 janvier 1925.

## Culte posthume et procès en béatification
Sa mort provoque un deuil en France, puis dans le monde. Parents, amis et religieux viennent au 37 rue Vital rendre hommage à l'enfant. Son corps, entouré de fleurs blanches, est exposé cinquante-deux heures, par autorisation spéciale. Une photographie de Guy sur son lit de mort, comme l'usage le voulait à l'époque, est tirée à 500 exemplaires et envoyée ou remise en souvenir.
Une cérémonie a lieu à Notre-Dame-de-Grâce de Passy ; puis, le cercueil est mené à la gare de Lyon et placé dans un wagon aux armes des Fontgalland. Le service funèbre en la cathédrale Notre-Dame de Die (Drôme), berceau de la famille, est célébré le vendredi 30 janvier 1925 « au milieu d'une foule considérable ».
Encouragée par le nonce apostolique et l'archevêque de Paris, Madame de Fontgalland rédige une   biographie de son fils, du 23 au 25 mars. Elle est publiée à l'automne, à 400 exemplaires, puis 4 000, puis 95 000, et traduite en treize langues.
De toute la France, puis du monde entier, des lettres arrivent à propos de Guy. On vient se recueillir sur sa tombe et rendre visite à ses parents. Des images de lui sont tirées par centaines de mille en quarante-huit langues différentes. Des reliques (726 000 parcelles de ses vêtements) sont distribuées. Des ouvrages lui sont consacrés, en plusieurs langues.
À l'inauguration de la statue du Christ Rédempteur à Rio de Janeiro, en octobre 1931, l'épiscopat brésilien et plus de cinq cents prêtres demandent la béatification de l'enfant. Ils font écho aux 650 000 signatures envoyées à Rome ou à Paris de 1926 à 1931. L'année suivante, le 15 juin, un tribunal diocésain est constitué par l'archevêque de Paris, pour instruire la cause de Guy. À la date du 1er mars 1934, 244 conversions , 698 vocations religieuses, 742 guérisons attestées par des médecins et, environ, 85 000 grâces lui sont attribuées.
En 1936, le 25 mars, on transfère son corps dans la chapelle Saint-Félix du grand séminaire de Valence (lycée Montplaisir depuis 1973). Le 11 septembre, ses parents et son frère sont reçus par le pape Pie XI, qui s'était réjoui en septembre 1925 « qu'une fleur de plus, à peine éclose ici-bas, ait répandu, dans son entourage, un si beau parfum de piété envers l'Eucharistie, la Mère céleste, et le pape... ». 
1 312 000 signatures d'enfants et d'adultes lui demandent alors de hâter la béatification de Guy.
Le dossier de l'enquête fait 1 804 pages. Le 8 février 1937, il est envoyé à la Congrégation des rites à Rome. Pie XI meurt deux ans plus tard. La décision d'écarter la cause est connue officieusement en novembre 1941, dès l'ouverture du procès ordinaire, puis officiellement le 18 novembre 1947, dix ans après la fin de l'enquête.